# Fujiwara no Mototoshi
Fujiwara no Mototoshi (藤原基俊?; 1060 – 13 febbraio 1142) è stato un poeta giapponese waka del tardo periodo Heian.
Una delle sue poesie è inclusa nell' Ogura Hyakunin Isshu. Suo padre era l'Udaijin Fujiwara no Toshiie, ebbe tra i suoi figli l'imperatore Kōkaku.

## Biografia
Quarto figlio del Ministro della Destra (udaijin), Fujiwara no Toshiie e di una figlia di Takashina no Nobutari. Nonostante appartenesse ad un ramo principale del clan Hokke della famiglia Fujiwara, il ramo Nakamikadoryū, e fosse pronipote di Fujiwara no Michinaga, non fu favorito dalle promozioni e rimase Jugoinojō (従五位上?, Quinto rango junior, grado superiore). Nel 1138 divenne Monaco buddhista e prese il nome di Kakushun (覚舜?) .

## Poesia
All'inizio del XII secolo iniziò a partecipare a circoli poetici e fu organizzatore di diversi concorsi waka (uta-awase), fu anche un giudice severo e temuto ai concorsi di poesia alla corte imperiale. Insieme a Minamoto no Toshiyori è considerato il più importante poeta waka del Governo del chiostro (院政, sistema Insei) del periodo Heian.
In contrasto con Toshiyori, che aveva uno stile innovativo, si dice che lo stile di Mototoshi abbia valorizzato lo stile tradizionale della poesia. Nei suoi ultimi anni, accolse Fujiwara no Shunzei come suo discepolo.
Era esperto di poesia cinese è stato il compilatore dell'antologia Shinsen Rōeishū (新撰朗詠集) una raccolta in due volumi di poesia cinese e poesia waka giapponese, completata durante il regno dell'imperatore Toba. Più di cento sue poesie furono incluse nelle antologie imperiale a partire dal Kin'yō Wakashū, ha anche realizzato una raccolta personale di poesie chiamata Mototoshi-shū (基俊集?), e una delle sue poesie è stata inclusa nell'Ogura Hyakunin Isshu:
(Hyakunin isshu n.75)

## Come calligrafo
Era anche famoso come calligrafo, le sue opere sopravvissute includono:
- Tagakiri : Frammento di manoscritto del Wakan rōeishū. Nel frammento alla fine del secondo volume custodito allo Yōmei Bunko c'è un okugaki (poscritto) di due righe con la stessa calligrafia del testo principale: "Scritto ottobre (vecchio calendario) 2, nel quarto anno di Eikyu (1116), questi vecchi occhi mi hanno aiutato a mettere un punto, vecchio Mototoshi" e c'è anche scritto 'la composizione è stata completata nella stessa data' da una mano diversa. Un esemplare calligrafico come questo frammento, che specifica la data e lo scrittore, è piuttosto raro tra le numerose reliquie del periodo Heian.
- Shinsen Rōeishū, l'edizione Yamana